# Luís Cardoso Martins da Costa Macedo
Luís Cardoso Martins da Costa de Macedo GCC • ComNSC (Guimarães, São Pedro de Azurém, Casa da Veiga, 8 de Janeiro de 1836 – Guimarães, Santa Maria de Oliveira do Castelo, Casa do Carmo, 30 de Julho de 1919) foi um notável político português, considerado um dos mais notáveis vimaranenses do seu tempo.
1.º Visconde de Margaride (Dec. de 1 de Agosto de 1873), 1.º Conde de Margaride (Dec. de 3 de Março de 1877), Fidalgo Cavaleiro da Casa Real, por sucessão (1862), do Conselho de Sua Majestade Fidelíssima (1874), Comendador da Real Ordem Militar de Nossa Senhora da Conceição de Vila Viçosa (1876), Grã-Cruz da Real Ordem Militar de Nosso Senhor Jesus Cristo (1907), Par do Reino (por carta régia de 29 de Dezembro de 1881, de que tomou assento e prestou juramento na sessão da Câmara dos Pares de 18 de Dezembro de 1882), Governador Civil do Distrito de Braga (1871–1877) e do Distrito do Porto (1878–1879), Procurador de Guimarães na Junta Geral do Distrito de Braga (de 4 de Novembro de 1883 a 28 de Novembro de 1885), Presidente da Câmara Municipal de Guimarães (1870, 1878, 1887–1892), Bacharel formado em Filosofia pela Universidade de Coimbra (15 de Julho de 1857), 9.º Senhor da Casa de Margaride em São Romão de Mesão-Frio, provedor da Santa Casa da Misericórdia de Guimarães, provedor da Real Irmandade de Nossa Senhora da Consolação e Santos Passos e herdeiro de toda a casa de seus pais. Foi um dos mais notáveis vimaranenses do seu tempo e um exemplo total de dedicação à sua Pátria. Tem o seu nome numa das principais avenidas da cidade.
Teve a honra de receber várias vezes a Família Real na sua Casa do Carmo:
- a 2 de Julho de 1872, S.M. D. Luís I e o Infante D. Augusto;
- a 20 de Outubro de 1887, S.S.M.M. D. Luiz I e a Senhora D. Maria Pia e S.S.A.A.R.R. o Príncipe D. Carlos e Senhora D. Amélia e o Infante D. Afonso;
- a 29 de Novembro de 1891, S.S.M.M. o Senhor D. Carlos I e a Senhora D. Amélia passaram a tarde e jantaram;
- a 17 de Julho de 1906 o Rei D. Carlos I almoçou e dormiu;
- a 13 de Agosto de 1907 o Rei D. Carlos I jantou e dormiu;
- a 29 de Novembro de 1908 o Rei D. Manuel II, na sua visita ao Norte, deu recepção, almoçou e jantou na Casa do Carmo.

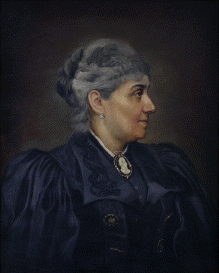
1.ª Condessa de Margaride, por Abel Cardoso.

Ramalho Ortigão fala do conde de Margaride no 1.º volume das "Farpas", entre outras vezes. Da opulência da sua mesa resta algumas suculentas ementas (no papel!) e algumas referências na imprensa do tempo, nomeadamente em Camilo Castelo Branco, que várias vezes fala "nas vitualhas do nobre Conde" e com mais pormenor na "Reabilitação do Visconde de Margaride", incluído nas "Noites de Insónia" N.º I, Janeiro de 1874. Distinguiu-se na carreira administrativa, nomeadamente como governador civil de Braga (de 12 de Outubro de 1871 a 15 de Março de 1877) e do Porto (de 6 de Fevereiro de 1878 a 3 de Junho de 1879).
Fez algumas intervenções na Câmara dos Pares, mas apenas integrou uma comissão, a da Agricultura em 1886: em 1884, debruçou-se algumas vezes sobre o estado das indústrias portuguesas e reportando-se especialmente à necessidade de se desenvolver a instrução, propôs a criação de uma escola industrial em Guimarães, durante a discussão de Orçamento de Estado (22 de Abril de 1884); participou também, na discussão do projecto de lei que modificava alguns artigos da Carta Constitucional (5 de Maio de 1885) e fez algumas intervenções, na sessão legislativa de 1886, a propósito de um conflito entre a Junta Geral do Distrito de Braga e o concelho de Guimarães; na sessão de 11.8.1887, proferiu o seu discurso mais relevante, enquanto par do Reino, analisando o projecto de lei relativo ao Bill de Indemnidade; debruçou-se ainda, em 16 de Abril de 1888, acerca da ligação ferroviária directa de Braga ou Guimarães com a província de Trás-os-Montes (Chaves). Por diversas vezes preside aos destinos da autarquia vimaranense (1870, 1878, 1887–1892), destacando-se nos seus mandatos com diversas medidas e melhoramentos da cidade.
Em 1883, esteve empenhado na abertura da ligação ferroviária entre a localidade de Trofa a Guimarães.
Esteve envolvido nos incidentes de 28 de Novembro de 1885, como procurador da Junta de Guimarães, devido a uma proposta para a criação dum curso complementar de ciências em Braga. Alguns procuradores de Guimarães, puseram dúvidas em relação à sua criação, manutenção e às circunstâncias económicas do concelho e distrito. Referiam ainda, que Guimarães só era convidada para contribuir, mas sempre esquecida para receber. Deste incidente (28 de Novembro de 1885) resultou, para os três procuradores a maior glorificação cívica e para Guimarães, o grande início da sua emancipação a 1 de Janeiro de 1887. Dava-se a Guimarães uma administração modelada pelo do município de Lisboa, de modo a que se não pagasse para o distrito qualquer quantia, nem voltassem mais os procuradores desta cidade a tomar parte nas sessões da Junta Geral, acabando deste modo, completamente a tutela desta sobre a Câmara e as Juntas de Paróquia do concelho. Após este episódio, o conde de Margaride recusou-se a voltar à cidade de Braga, criando um estímulo de rancor na população bracarense. Nos festejos do Carnaval da cidade de Braga, existe um boneco que é atirado ao rio no término deste acontecimento, que não é mais nem menos, que o conde de Margaride.
O próprio jornal «Enthusiasta» n.º 33, de 28 de Novembro de 1886, traça-lhe o perfil afirmando que: «Conde de Margaride é o primeiro cidadão nas proeminências nobiliárquicas. Mas impõe-se às considerações de simpatia e de respeito dos seus patrícios, não pelo gozo das regalias, da sua graduação social; mas porque foi s. Exc.a quem as conquistou pelo mérito e trabalho próprios, e esta circunstância nunca pode ser indiferente numa terra, como a nossa, em que o trabalho se considera um dos maiores títulos de glorificação social […] Como cidadão de Guimarães, todos conhecemos que o ilustre tem prestado ao progresso e crédito da sua terra a maior dedicação […]».
Foi da sua iniciativa a manutenção da Colegiada de Nossa Senhora da Oliveira (1887–1890). Este episódio termina, a 1 de Julho de 1890, com a Comissão dos Negócios Eclesiásticos, a deliberar que seria injustificado não satisfazer as aspirações do povo Vimaranense: «O pensamento geral, e em que todos estão de acordo, é a conservação da colegiada, e a sua reorganização por forma que ministre a educação e ensino público». O primeiro artigo da lei, de 14 de Outubro de 1890, autorizava a conservação da Real e Insigne Colegiada com todos os seus haveres e rendimentos, impondo-lhe a obrigação do serviço público e gratuito.
Em 1896, foi também da sua iniciativa a criação do Liceu na cidade de Guimarães.
Distinto latinista, tradutor de Victor Hugo, para além de numerosos artigos em jornais e revistas, nomeadamente um artigo sobre seu primo direito, o famoso arqueólogo Francisco Martins Sarmento, sob o título «Reminiscências Longínquas», na revista de Guimarães, vol. especial, 1900, sob o referido sábio, publicou algumas das suas intervenções na Câmara Alta: "Bill de Indemnidade", sessão da Câmara dos Dignos Pares de 11 de Agosto de 1887, Porto, 1887 e "A Propósito das Propostas Tributárias", Sessão da Câmara dos Pares em 23 de Fevereiro de 1892 e "Relatório apresentado à Junta Geral do Distrito de Braga", Braga 1874 (Catálogo da Exposição Bibliográfica de Autores Vimaranenses realizada na Sociedade Martins Sarmento, Guimarães, 1953), etc.

## Dados genealógicos
Filho de Henrique Cardoso de Macedo, Fidalgo Cavaleiro da Casa Real, e de sua mulher Luísa Ludovina de Araújo Martins da Costa.
Casou com Ana Júlia Rebelo Cardoso de Meneses, filha de Bernardino Felizardo Rebelo de Carvalho e de sua mulher Matilde Carolina Cardoso de Meneses Girão.